# Islamiska invasionen av Gallien

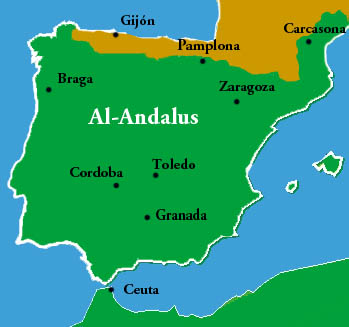
Al-Andalus732

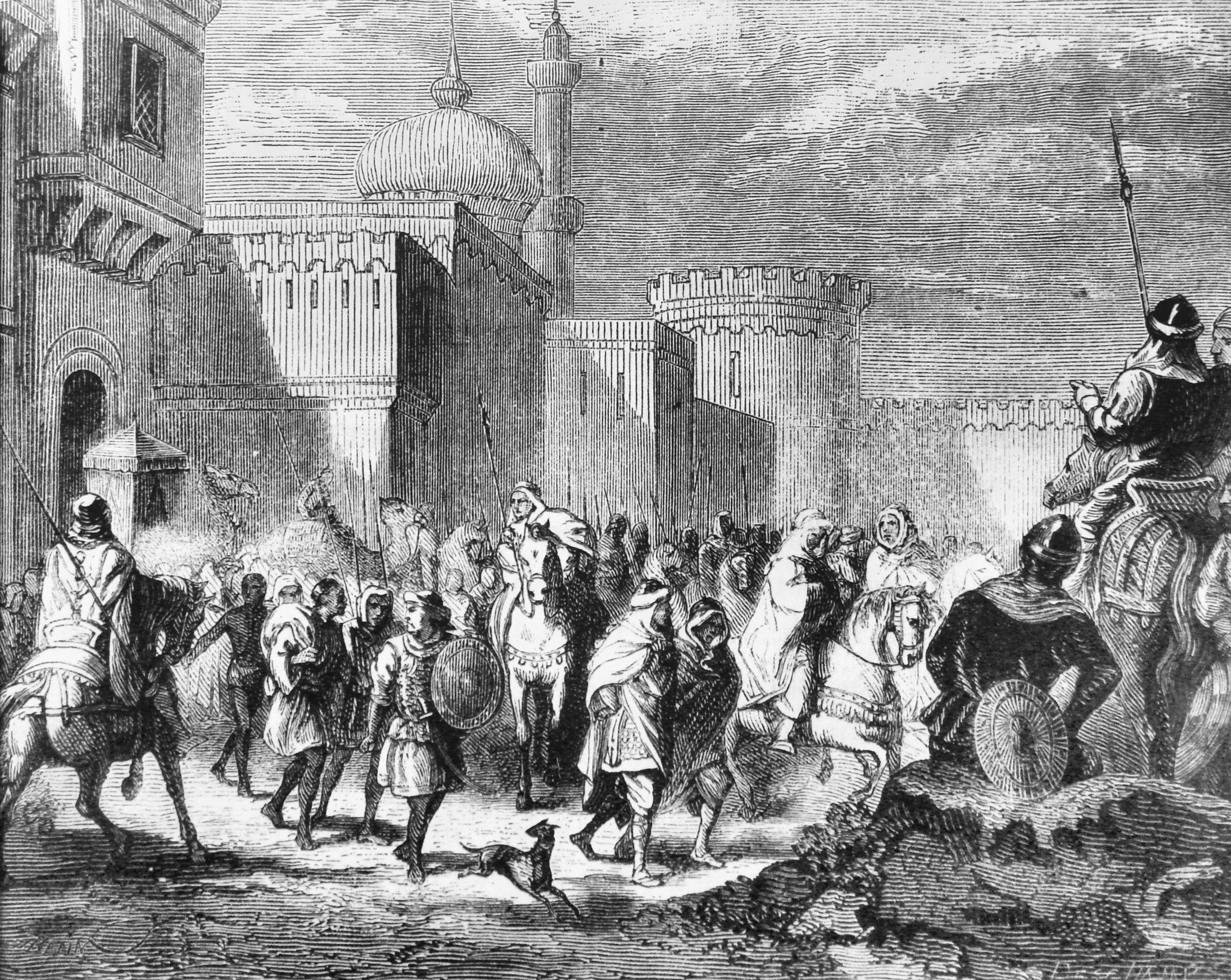
Muslim troops leaving Narbonne to Pepin le Bref in 759

Den islamiska invasionen av Gallien, syftar på det muslimska och arabiska Umayyadkalifatets invasion av Gallien, nuvarande Frankrike, mellan 719 och 732.
Invasionen ägde rum i två faser, 719 och 732, och resulterade i att Umayyadkalifatets erövringar slutligen stoppades i slaget vid Poitiers 732, varpå kalifatets gräns slutgiltigt fastställdes vid Pyrenéerna. 

## Historik
Umayyadkalifatets invasion av Gallien följde på dess erövring av Spanien 711. Umayyaderna invaderade Sydfrankrike 719, och säkerställde då erövringen av Septimanien. Denna invasion avbröts i slaget vid Toulouse 721. Räder företogs dock de följande åren så långt norrut som till Lyon. 
År 732 återupptogs invasionen med en attack mot Akvitanien och Tours. Invasionen avbröts med de kristna frankernas seger över umayyaderna i slaget vid Tours 732. Frankerna lyckades därefter befästa sin kontroll över Akvitanien och Burgund, och endast Septimatien återstod av umayyadernas erövringar i Syfrankrike. 
Umayyadernas ockupation av Septimanien fortsatte fram till 759, då frankerna lyckades återta även detta område på grund av umayyadisk försummelse och impopularitet. 
Gränsen för den muslimska världen fastställdes därefter till spansk-franska Pyrenéerna. Senare attacker från al-Andalus under 800-talet etablerade dock tillfälliga fästen i Sydfrankrike, främst Fraxinetum.